# Мистассини
Мистассини (фр. Lac Mistassini) — озеро в провинции Квебек в Канаде.

## География

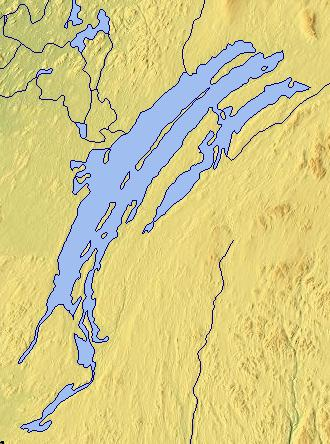

Расположено в центре провинции севернее города Шибугамо. Одно из больших озёр Канады — площадь водной поверхности 2164 км², общая площадь — 2335 км², первое по величине внутреннее естественное озеро в провинции Квебек. Объём воды — 150 км³. Высота над уровнем моря 372 метра. Ледостав с ноября по июнь. Одно из озёр, дающих начало реке Руперт. Лежит на водоразделе Лаврентийской возвышенности. Сток из озера на запад в залив Джеймс Гудзонова залива. В озере множество островов и череда скалистых островков как бы делит озеро на две части.

## Флора и фауна
По берегам озера — леса, где произрастает ель, белая берёза, тополь, лиственница и пихта. Эта местность долгое время была центром пушной торговли, поэтому популяция лисиц, выдр, рысей, куниц, норок и бобров существенно сократилась. В прибрежных лесах олени карибу были практически истреблены, но американские лоси всё ещё часто встречаются. В глубоких водах озера водится сиг, щука, серая и озёрная форель и другие пресноводные виды. В настоящее время район озера широко известен в качестве одного из регионов выращивания черники.
Название озера происходит от слова «миста-ассини», что на языке индейцев кри означает «большой камень», кри так назвали озеро из-за большого камня, выступающего из воды на 3 метра в том месте, где из озера вытекает река Руперт
.